# ليلى شيرين صقر
ليلى شيرين صقر (من مواليد عام 1971)، المعروفة بلقب، (VJ Um Amel) مذيعة الفيديو أُم أمل، فنانة ومُنَظّرة وسائط رقمية مصرية-أمريكية. مؤسسة شركة المختبر الرقمي المحدودة، أرشيف (R-Shief, Inc)، زميلة مؤسسة أننبرغ ومرشحة لنيل الدكتوراه في فنون الوسائط وممارستها من كلية الفنون السينمائية بجامعة جنوب كاليفورنيا.
وتذكر في إعلانها الرسمي «أعيد ملائمة التقنيات المنبثقة من مشاريع تتميز بالإنتاج الإبداعي والتحليل النقدي على حد سواء لتقديم نظرة ثاقبة ليس فقط عن كيفية النجاة لأشخاص من خلفيات وعوامل سياسية مختلفة، بل بأن يصبحوا أيضاً أكثر قوة لخلق تغيير في ثقافة شبكية متزايدة.» ليلى حاصلة على ماجستير فنون جميلة في الفنون الرقمية وفن الوسائط الجديد من جامعة كاليفورنيا بسانتا كروز وماجستير في الدراسات العربية من جامعة جورج تاون.

## حياتها
ولدت ليلى في الإسكندرية لأبوين مصريين.

## أعمالها
نظراً لخلفيتها في الأفلام الوثائقية وتطوير الشبكات، فإن أعمال ليلى الحالية تشمل: تصميم النظم، التحليلات الثقافية، الفن الحسابي، فن الفيديو والسينما الخيالية. كما أنها معروفة بتأسيسها «أرشيف» (R-Shief)، «أحد أكبر مستودعات التغريد باللغة العربية» وبتحليلاتها التنبؤية بسقوط القذافي في ليبيا في أغسطس 2011. برز هذا العمل من بحث وتطوير الدكتوراه خاصتها. بالنسبة للمكون العملي في أطروحتها للدكتوراه، أرشفت «أُم أمل» مجموعات أعمال نادرة لوسائل التواصل الاجتماعي عن حركات الثورات العربية وحركات احتلوا في الفترة من 2010-2014. وتعاونت مع فريق من المهندسين لابتكار أدوات موجهة ذات دلالات لفظية ونظرية تُحلل اللغة العربية وسبع لغات أخرى باستخدام التعلم الآلي. ومن التحليلات التي عولجت من الأرشيفات، ابتكرت ليلى ألعاباً ثلاثية الأبعاد ومقاطع فيديو وثائقية وريمكسات فيديو ورسومات حسابية وتصورات للبيانات وعروض رقمية عُرضت دولياً.
كانت شيرين تقرض وتنشر الشعر في المجلات تحت اسمها قبل الزواج، ليلى شيرين. وذلك قبل تطور حياتها المهنية في مجال الفنون والثقافة الرقمية. كما شاركت في تأسيس زوج من مجموعة من الكلام المنطوق في واشنطن العاصمة، بما في ذلك «تمرد شعر حرب العصابات» و«كلمة الفم» من 1999-2007. وعملت كمحررة وسائط متعددة ومنشورات في مركز الدراسات العربية المعاصرة بجامعة جورج تاون خلال ذلك الوقت. وفي وقت سابق من 1993 إلى 1995، عملت كمتطوعة في هيئة السلام بالمغرب حيث درست اللغة الإنجليزية وآدابها لطلاب كلية الآداب بجامعة سيدي محمد بن عبد الله في فاس.